# مطار بريزبان
مطار بريزبان (إياتا: BNE، إيكاو: YBBN) هو مطار دولي يخدم مدينة بريزبان، عاصمة ولاية كوينزلاند، أستراليا. يوفر المطار خدماته ل31 شركة طيران تقوم برحلات نحو 50 وجهة داخلية و29 وجهة دولية، وقد بلغ عدد المسافرين عبر المطار 22.7 مليون مسافر عام 2016.

## شركات الطيران والوجهات

### الركاب
| شركـات طيـران              | الوجهات |
| -------------------------- | --- |
| طيران كندا                 | مطار فانكوفر الدولي |
| طيران نيوزيلندا            | مطار أوكلاند الدولي، مطار كرايستشيرش الدولي، مطار كوينزتاون، مطار ويلينغتون الدولي |
| Air Niugini                | مطار ميتشيل رومان الدولي، مطار جاكسونز الدولي |
| Air Vanuatu                | Luganville، Port Vila ‏ |
| إيركالين                   | مطار لا تونتوتا الدولي |
| Airnorth                   | عارض: Cairns، Gove |
| Alliance Airlines          | Cloncurry، Emerald، Moranbah، Weipa عارض: Alice Springs ‏، Ayers Rock ‏، Ballera، Miles، Mount Isa ‏، Rockhampton، Roma، Sunshine Coast ‏، The Granites ‏، Trepell |
| باتيك إير ماليزيا          | مطار نغوراه راي الدولي، مطار كوالالمبور الدولي |
| كاثي باسيفيك               | مطار هونغ كونغ الدولي |
| الخطوط الجوية الصينية      | مطار أوكلاند الدولي، مطار تايوان تاويوان الدولي |
| طيران الإمارات             | مطار دبي الدولي |
| إيفا للطيران               | مطار تايوان تاويوان الدولي |
| خطوط فيجي الجوية           | مطار نادي الدولي |
| FlyPelican                 | عارض: Narrabri |
| خطوط جيت ستار الجوية       | Adelaide، مطار أوكلاند الدولي، Ayers Rock ‏، Cairns، مطار كانبرا، Darwin، مطار نغوراه راي الدولي، مطار هوبارت، Launceston، Mackay، مطار ملبورن الدولي، Newcastle، مطار بيرث، Proserpine، مطار سيدني، Townsville |
| كوريا للطيران              | مطار إنتشون الدولي |
| Link Airways               | مطار آرمدال، Biloela/Thangool، Bundaberg، Coffs Harbour ‏، Dubbo، Inverell، Melbourne–Essendon، Narrabri، Orange، Tamworth، Wollongong |
| خطوط ناورو الجوية          | مطار هونيارا الدولي، مطار جزر مارشال الدولي، مطار ناورو الدولي، مطار بونبي الدولي ‏، مطار بونريكي الدولي |
| الخطوط الجوية الفلبينية    | مطار نينوي أكوينو الدولي |
| كانتاس                     | Adelaide، مطار فاليولو الدولي، مطار أوكلاند الدولي، Cairns، مطار كانبرا، مطار كرايستشيرش الدولي، Darwin، Hamilton Island ‏، مطار هوبارت، مطار لوس أنجلوس الدولي، Mackay، مطار ملبورن الدولي، مطار جزيرة نورفولك، مطار لا تونتوتا الدولي، مطار بيرث، Port Hedland ‏، مطار جاكسونز الدولي، مطار كوينزتاون، مطار شانغي سنغافورة، مطار سيدني، مطار طوكيو هانيدا الدولي (تنتهي في25 نوفمبر 2023)، مطار ناريتا الدولي (تستأنف في 26 نوفمبر 2023)، Townsville موسمي: Broome |
| كانتاس لانك                | مطار ألبوري، Alice Springs ‏، Barcaldine، Blackall، Bundaberg، Cairns، مطار كانبرا، Coffs Harbour ‏، Emerald، Gladstone، Hervey Bay ‏، مطار هوبارت، مطار هونيارا الدولي (تبدأ في 29 أكتوبر 2023)، Launceston، Longreach، Lord Howe Island ‏، Mackay، Miles، Moranbah، Mount Isa ‏، Newcastle، Port Macquarie ‏، Proserpine، Rockhampton، Tamworth، Townsville، Wagga Wagga ‏، مطار ويلينغتون الدولي (تبدأ في 29 أكتوبر 2023)                                              |
| الخطوط الجوية القطرية      | مطار حمد الدولي |
| Rex Airlines               | Bedourie، Birdsville، Boulia، Charleville، Cunnamulla، مطار ملبورن الدولي، Mount Isa ‏، Quilpie، Roma، St George ‏، مطار سيدني، Thargomindah، Toowoomba، Windorah |
| الخطوط الجوية السنغافورية  | مطار شانغي سنغافورة |
| Skytrans Airlines          | عارض: Chinchilla، Taroom |
| Solomon Airlines           | مطار هونيارا الدولي |
| الخطوط الجوية المتحدة      | مطار لوس أنجلوس الدولي (تبدأ في 1 ديسمبر 2023)، مطار سان فرانسيسكو الدولي |
| خطوط فيت جيت               | مطار تان سون نهات الدولي (تبدأ في 16 يونيو 2023) |
| خطوط فيرجن أستراليا الجوية | Adelaide، Alice Springs ‏، مطار فاليولو الدولي، Cairns، مطار كانبرا، Darwin، مطار نغوراه راي الدولي، Emerald، Gladstone، Hamilton Island ‏، مطار هوبارت، Launceston، Mackay، مطار ملبورن الدولي، Mount Isa ‏، مطار نادي الدولي، Newcastle، مطار بيرث، Port Vila ‏، Proserpine، مطار كوينزتاون، Rockhampton، مطار سيدني، Townsville |

### الشحن
| شركـات طيـران              | الوجهات |
| -------------------------- | --- |
| Aerotranscargo             | مطار انديرا غاندي الدولي، مطار كوالالمبور الدولي                                                                         |
| خطوط ناورو الجوية          | مطار هونيارا الدولي، مطار ناورو الدولي                                                                                   |
| Pacific Air Express        | مطار هونيارا الدولي، مطار ناورو الدولي، مطار لا تونتوتا الدولي، مطار جاكسونز الدولي، Port Vila ‏                          |
| Qantas Freight             | Cairns، مطار ملبورن الدولي، Townsville                                                                                   |
| Toll Group[بحاجة لمصدر]    | Adelaide، Biloela/Thangool، Mackay، مطار ملبورن الدولي، مطار بيرث، Rockhampton، مطار سيدني، Sydney–Bankstown، Townsville |
| خطوط فيرجن أستراليا الجوية | Cairns، مطار ملبورن الدولي، مطار سيدني، Townsville                                                                       |

## إحصائيات
بلغ العدد السنوي للمسافرين عبر مطار بريزبان 23.1 مليونا سنة 2017، ويتوقع أن يرتفع العدد إلى 50 مليونا بحلول 2035.
| الترتيب | المطار                                    | المسافرين | % التغير |
| ------- | ----------------------------------------- | --------- | -------- |
| 1       | نيوزيلندا، أوكلاند                        | 965,463   | ▼ 0.1    |
| 2       | سنغافورة، شانغي سنغافورة                  | 836,844   | ▲ 4.8    |
| 3       | الإمارات العربية المتحدة، مطار دبي الدولي | 450,058   | ▲ 10.6   |
| 4       | هونغ كونغ، هونغ كونغ                      | 381,208   | ▲ 5.8    |
| 5       | الولايات المتحدة، لوس أنجلوس              | 370,201   | ▼ 9.3    |
| 6       | إندونيسيا، نغوراه راي                     | 349,903   | ▲ 22.1   |
| 7       | نيوزيلندا، كرايستشيرش                     | 273,606   | ▲ 3.5    |
| 8       | فيجي، نادي                                | 196,053   | ▲ 2.6    |
| 9       | بابوا غينيا الجديدة، بورت موريسبي         | 184,655   | ▲ 0.9    |
| 10      | جمهورية الصين، تايبيه                     | 184,245   | ▲ 17.4   |

| الترتيب | المطار                            | المسافرين | % التغير |
| ------- | --------------------------------- | --------- | -------- |
| 1       | نيو ساوث ويلز، سيدني              | 4,788,059 | ▲ 2.0    |
| 2       | فيكتوريا، ملبورن                  | 3,556,885 | ▲ 1.6    |
| 3       | كوينزلاند، كيرنز                  | 1,362,514 | ▲ 0.2    |
| 4       | كوينزلاند، تاونسفيل               | 976,920   | ▲ 1.9    |
| 5       | غرب أستراليا، بيرث                | 976,100   | ▲ 1.2    |
| 6       | جنوب أستراليا، أديلايد            | 856,844   | ▲ 3.1    |
| 7       | كوينزلاند، ماكاي                  | 717,341   | ▲ 6.3    |
| 8       | مقاطعة العاصمة الأسترالية، كانبرا | 618,522   | ▲ 5.6    |
| 9       | نيو ساوث ويلز، نيوكاسل            | 584,093   | ▼ 0.5    |
| 10      | كوينزلاند، روكامبتون              | 522,349   | ▼ 3.3    |
| 11      | الإقليم الشمالي، داروين           | 396,051   | ▼ 3.1    |
| 12      | كوينزلاند، بروسربين               | 273,177   | ▲ 19.4   |